# Physcomitridium readeri
Physcomitridium readeri là một loài Rêu trong họ Funariaceae. Loài này được (Müll. Hal.) G. Roth mô tả khoa học đầu tiên năm 1911.